# SBT
Sistema Brasiliero de Televisao, pokraćeno SBT, brazilska je televizijska mreža koju je osnovao poslovni čovjek i televizijski voditelj Silvio Santos 19. kolovoza 1981. Televizija je osnovana nakon javnog natječaja koji je objavila brazilska savezna vlada kako bi stvorila dvije nove televizijske mreže koje su trebale zauzeti mjesto ugašenih televizijskih mreža Tupi i TV Excelsior. SBT je osnovan istog dana kad je potpisan i ugovor o dodjeljvanju koncesije a taj je događaj televizija SBT emitirala u izravnom televizijskom prijenosu, taj je događaj ušao u povijest kao prva emisija emitirana u prigramu televizije SBT. Prije dobivanja koncesija za četiri televizijske postaje koje su trebale sačinjavati jezgru budućeg SBT-a. Grupa Silvija Santosa je imala koncesiju za jedanaestii kanal u graduRio de Janeiru od 1976. poznatu kao TVS Rio de Janeiro (sadašnji SBT Rio) koja je bila ključna za pokretanje televizije SBT.
U travnju 2018. SBT je bio druga najgledanija televizijska mreža u Brazilu, iza televizije Globo. Televizija SBT je od svog osnutka zauzimala drugo mjesto u poretku gledanosti osim u razdoblju od 2007. do 2014. kad je drugo mjesto zauzela televizija Record. Televizijska mreža SBT sastoji se od 114 televizijskih postaja na čitavom području Brazila a također je dostupna i putem usluga naplatne televizije (kablovske i satelitska) nekodirani satelitski kanal dostupan je putem satelitskih prijamnika kao i putem internetskog streaminga mobilnih aplikacija, za operativne sustave Android, IOS i Windows, kao putem pametmih televizora i preko službene internetske stranice. Također na službenoj internetskoj stranici sve emisije su dostupne besplatno na zahtjev kao i putem platforme za gledamje videozapisa YouTube od 2010. U ožujku 2017. 43 kanala televizije SBT na platformi You Tube skupila 20 milijuna pretplatnika i 70 milijardi pregledanih minuta.
SBT emitira program koji je žanrovski vrlo raznolik a njihova vlastiita produkcija temelji se na zabavnom programu. Strani program koji se sastoji uglavnom od telenovela meksičke televizijske mrežeTelevisa, također je dio programske sheme. SBT je jedina komercijalna televizija u Brazilu koja emitira emisije za djecu zahvaljujući partnerstvu s tvrtkom The Walt Disney Company koja opskrbljuje televizijsku mrežu dvosatnim programskim blokom. Televizijska mreža SBT talođer emitira i informativne emisije dnevnog i tjednog formata
SBT posjeduje studijski kompleks CDT da Anhanguera koji je smješten na osamnaestom kilometru autoceste Anhanguera u općini Osasco u Sao Paolu koji se prostire na 231 tisuću kvadratnih metara. To je treći po veličini studijski kompleks u LatinskojjAmerici kojeg veličinom nadmašuju studijski kompleksi TV Azteca iz Meksika kao i oni u vlasništvu TV Globo.

## Povijest

### Prije osnivanja SBT
Tupi TV je počela emitirati na četvrtom kanalu u Sao Paolu, 1950. Silvio Santos je 1962. producirao svoju prvu emisiju za Tupi TV, TV Paulista, a kasnije i za TV Globo koji je pokrenut 1965. Uskoro je počeo planirati pokretanje vlastitog tv kanala. Njegova produkcijska tvrtka Estudios Silvio Santos Cinema e Televisao, uspješno je radila za Tupi TV, Globo , i od 1972., i za Record TV, u kojem je tad posjedovao 50 posto dionica.
Uz pomoć svog prijatelja hunorista Manuela de Nobrege Silvio Santos je 1976., uspio dobiti koncesiju za vlastitu televizijsku postaju jedanaesti kanal na području Rio de Janeira poznat kao TV Studios pokraćeno TVS. Ubrzo nakon pokretanja kanala krenula je i najpopularnija emisija (Programa Silvio Santos nedjeljom) a nakon toga i kasnonoćna emisija Silvio Santos Diferente koja je emitirana radnim danom (Santos je iste godine napustio Globo) Uskoro su se počele prikazivati i druge emisije dok je kanal dobivao potporu građana koji su tražili alternativu postojećim televizijama Globo, Tupi, Bandeirantes, i TV Rio (gradski tv kanal povezan s televizijom Record). Novi kanal je počeo s emitiranjem programa 14. svibnja 1976. s logotipom zlatnog kruga s pozlaćenim brojem 11 koji se koristio u prvim najavama tog kanala napravljenim pomoću računalnog sustava Scanimate zbog čega je TVS postala prva televizijska postaja u državi koja je koristila računalnu animaciju. Iako su u tijekom prvih godina postojanja kanala svi studijski prostori bili smješteni u Riju cijelokupna produkcija programa kanala TVS premještena je u Rio de Janeiro u razdoblju od 1976. do 1979.  
Nakon gašenja TV Tupi , 1980. Silvio Santos je otkupio tri televizijske postaje koje su nekoć bile članice te mreže. Četvrti kanal u Sao Paulu, Peti kanal u Porto Alegreu, i peti kanal u Belemu. Televizija SBT nastala je i počela emitirati program 19. kolovoza 1981. ali su neke televizijske postaje nosile naziv TVS sve do 1990. Prije osnutka televizije SBT Grupa Silvija Santosa posjedovala je televizijisku postaju nazvanu TVS u Novom Friburgu koja je emitirala program za gledatelje u sjevernin i zapadnin predjelima savezne države Rio de Janeiro bila je to prva podružnica televizijske mreže osnovana 1979.
TV Alterosa iz savezne države Minas Gerais postala je jedna od podružnica televizijiske mreže SBT, neke televizijske postaje pridružile su se mreži nakon gašenja TV Tupi 18. srpnja 1980. do kojeg je došlo po nalogu brazilskog minisitra komunikacija Harolda de Matosa koji je godinu dana kasnije izdao zapovijed da SBT počne s emitiranjem. Nakon gašenja TV Tupi emisija Programa Silvio Santos premještena je na Record ali je istodobno emitirana nedjeljom na TVS na jedanaestom kanalu i na trećem kanalu, kao i na još jednom kanalu u vlasništvu grupe Silvija Santosa devetom kanalu kupljenom od TV Continental. Santos je počeo raditi na proširenje uvjeravajući uprave televizijskih postaja da se pridruže televizijskim mrežama SBT i Record. Službeni početak rada televizijske mreže 19. kolovoza 1981. također je označio početak novog vizualnog identiteta i korištenje poznatog kružnog logotipa sličnog onom koji do današnjih dana koristi američka televizijska mreža ABC kao i korištenje različitih naziva (SBT je bio službeni naziv televizijske mreže dok su tri izvorne televizijske postaje nosilie naziv TVS) bila je to jedina televizijska postaja koja je pokrenuta u Brasíliji i koja je emitirala program izravno iz savezne prijestolnice. Logotip televizijske mreže bio je vrlo sličan onome koji je američka televizijska mreža ABC koristila 1979. a australski Kanal 9 1980.
Odlukom ministra Matosa televiziji SBT je dodjeljen studio Sumare koji je nekoć pripadao televiziji Tupi za produkciju dramskih serija. U vrijeme pokretanja 1981. SBT je imao 18 podružnica na području čitavog Brazila.

### 1980-e
Tijekom 1980-ih SBT je stekao popularnost angažirajući popularne voditelje i emitirajući mješavinu vlastitog i stranog programa uglavnom iz produkcije meksičke televizije Televisa (posebice telenovela i humorističnih serija poput El Chavo del Ocho i El Chapulin Colorado).Televizija SBT zauzela je drugo mjesto na ljestvici gledanosti (osim u Rio de Janeiru gdje je TV Manchete zauzela drugo mjesto). Štoviše pokrenuli su i brazilsku verziju emisije Bozo za djecu i pozvali voditelje ugašene TV Tupi da nastave raditi svoje emisije na novonastaloj televizijskoj mreži.
SBT je zajedno s televizijom Record emitirao. Olimpijske igre u Los Angelesu 1984. Dvije godine prije emitiranja Svjetskog prvenstva u nogometu 1986.
SBT je postigao golem uspjeh 1985. emitiranjem australske miniserije Ptice Umiru Pjevajući, a četvrto kanal TVS u Sao Paulo preimenovan je u četvrti kanal SBT, postavši nacionalna televizijska mreža uvođenjem satelitskog emitiranja.
U ožujku 1986. na televizijskoj mreži premjerno je emitirana razgovorna emisija Hebe voditeljice Hebe Camargo, koja je nekoć emitirana na TV Tupi i TV Bandeirantes. Postala je jedna od najdugotrajnijih emisija koja se prikazivala više od 24 godine, poslijednja emisija emitirana je potkraj 2010. nakon što je voditeljici istekao ugovor. Tijekom 1990-ih vodila je nastavak emisije nazvan Hebe por Elas (Hebe za Sve), Smrt jednog od prvih voditelja televizije SBT Flavija Cavalcantea nekoliko dana nakon emitiranja njegove emisije šokirala je naciju toliko da je na dan njegova pokopa SBT počela emitirati program u popodnevnim satima kako bi mu odala počast.
Godine 1987. Sivio Santos je bio u potrazi za kvalitetnijim programom kako bi privukao više gledatelja i bolje oglašivače. Tijekom godine SBT je pokrenuo niz emisija za djecu (kao odgovor na popularnost emisije Xou da Xuxa na televiziji Globo) znatno povećavši količinu programskog sadržaja namjenjenog djeci emitirajući emisije poput Oradadukapeta, Show Maravilha, i serijala Do Re Mi. Gotovo sve emisije za djecu na televiziji SBT imale su voditeljice (za razliku od emisije Xou da Xuxa), jer je emisiju Oradukapeta vodio Sergio Mallandro koji je također bio i sudac u emisiji Show de Calorous.
SBT je također počeo koristiti slogan “ ”Quem procura acha aqui“ ” po uzoru na slogan televizijske mreže NBC Budite Ovdje koji je NBC koristio od 1983. do 1985., Slogan je korišten tri sezone uz novu najavu svake godine. Glazbena podloga također je bila jednaka onoj koju je koristio NBC.
- 1983.–1987.: NBC-jev "Be There", sa SBT-ovim prvim dijelom "Quem Procura Acha Aqui"
- 1984.–1988.: NBC-jev prvi nastavak "Let's All Be There", sa SBT-ovim drugim "Quem Procura Acha Aqui"
- 1985.–1989.: NBC-jev drugi nastavak "Let's All Be There", sa SBT-ovim trećim i posljednjim "Quem Procura Acha Aqui"

Čak su i sve najave emisija rađene po uzoru na NBC iako je 1989. uvedena najava od strane programskih telenata koji su najavljivali dan emitiranja emisija uz dodatak No SBT (prevedeno, na televiziji SBT) dok je vrijeme emitiranja bilo prikazano na ekranu. Ta metoda je korištena do 1990.
Godine 1987. uprava televizijske mreže počela je mijenjati poslovni identitet i naziv televizijske mreže iz TVS u SBT, a predstavljen je i novi logotip kojj je sadržavao boje u krugu (slično logotipu koji je od 1987. do 1988., koristila američka televizijiska mreža ABC.)
Komičar Jo Soares doveden je s konkurentske TV Globo, 1988., i dinio je format kasnonoćne razgovorne emisije na brazilsku televiziju
Godine 1988. Silvio Santos je spriječio potpisivanje ugpvora voditelja Gugua Liberata s televizijskom mrežom Globo nakon što je Liberato od 1986. vodio hit emisiju vikendon Viva a Noite. Taj potez je protumačen kao jasan znak da će Gugu postati Santosov naslijednik u terminu nedjeljom poslijepodne, koji je pojačan Guguovom budućom emisijom Domingo Legal. Rezultat toga bio je prihvaćanje koncepcije s dva voditelja u emisiji Programa Silvio Santos u kojoj je Gugu vodio pojedine segmente emisije poput brazilske verzije emisije Dvostruki Izazov nazvane Passa ou Repassa poznate po rubrici Torta u Lice i Grad protiv Grada.

### 1990-e
Naziv TVS promjemjen je u SBT, 1990. Promjena imena je prikazana u novoj reklamnoj kampanji po uzoru na kampanju američke televizijske mreže NBC “ ”Dođite Kući na NBC “ ” koji je korišten od 1986. do 1987. koji je prvi put prikazan ranije iate godine i kolovozu u sklopu proslave devete godišnjice osnutka televizijske mreže SBT (te godine Silvio Santos prodaje svoj udio u televiziji Record koja je postala nacionalna mreža) televizija SBT također je emitirala i Svijetsko Nogometno Prvenstvo. Godine 1991. počelo je emitiranje informativne emisije Aqui Agora i zabavna emisija Programa Livre voditelja Serginha Grossmana bile su to samo neke od uspješnica emitiranih te godine čak i u vrijeme dok je studio televizije SBT oštećen u velikim poplavama koje su pogodile grad. Godine 1992. televizija SBT je zajedno s televizijama Globo, Manchete, Band, i SporTV emitirao Ljetne Olimpijske Igre kao i Ljetne Olimpijske Igre 1996. zajedno s televizijama Manchete, Record, Band, SporTV. i ESPN na nacionalnoj razini, uz veliku promidžbenu kampanju za brazilsku olimpijsku reprezanraciju. Unatoč teškoćama i odlasku zvijezda na drruge televizije (poput tada ojačale TV Record) 1990-e su bile razdoblje procvata za SBT koja je u drugo desetljeće postojanja ušla jača za 74 pridružene televizijske postaje. 
SBT je ulagao u proizvodnju vlastitih telenovela kao i u obrade stranih uspješnica, zabavne emisije, vijesti i informativne emisije, i prava na emitiranje sportskih natjecanja uključujući Copa Mercosur, brazilski nogometni kup i utrke Champ Car. Potpisan je ugovor s voditeljem Carlosom Massom, 1998. otkupljeno je više meksičkih sapunica i pokrenuti su kviizovi (poput kviza Show de Milhao), 1999. Do kraja destljeća SBT je držao drugo mjesto na ljestvici gledanosti iza televizije Globo, ojačan izgradnjom kompleksa potpuno novih i tehnološki naprednih studija nazvanih CDT de Anhanguera, puštenih u rad 1996. na petnaestu godišnjicu televizije SBT.

#### Promidžbene kampanje
Uvoz iz Amerike i Australije
Devedesete su bile SBT-ovo najplodnije desetljeće za oglasne kampanje u američkom stilu:
- 1987–1990: NBC-jev drugi nastavak "Come Home to NBC", s "Vem Que é Bom" sa grafikom "Come Home to the Best, Only on NBC" iz 1988.
- 1986–1991: NBC-jeva prva godina "Come Home", s "10 anos com você" (slogan za 10. godišnjicu)
- 1990.–1991. i 1993.–94.: CBS -ova druga godina emisije "Get Ready for CBS" sa "Se liga no SBT". Dana 20. siječnja 1991., australska mreža Ten pokrenula je "That's Entertainment" kako bi se poklopila s promjenom logotipa, koristeći internu glazbu i sličnu grafiku
- 1989.–1992. i 1995.: ABC-jeva prva godina emisije "America's Watching ABC " postala je "Fique ligado no SBT". Godine 1992. Ten je lansirao "This Is It" sa svojim promotivnim sadržajem temeljenim na glazbi iz "America's Watching", u drugom tonalitetu s različitim instrumentima i vokalima.

Domaće kampanje
- Godine 1992., jednominutni spot "Aqui Tem" lansiran je za korištenje širom mreže. Promocija je sadržavala interni soundtrack (sa sličnostima s NBC-jevom kampanjom "Come Home to the Best, Only on NBC" iz 1988-89) i grafičke elemente iz NBC-jeve kampanje iz 1991., "The Place to Be".
- U kolovozu 1996. SBT je lansirao novi logo (zamijenivši svoje raznobojne pruge jednobojnim) i ponovno lansirao "QPAA" s novim sloganom, "Tudo Pra Você", za svoju 15. obljetnicu.
- Godine 1997. SBT je napravio svoju novu grafiku temeljenu na ABC -jevoj kampanji iz 1996., Watched by More People.
- Godine 1998. mreža je objavila "A cara do Brasil" s novom grafikom i zvučnim zapisom.
- Godine 1999. mreža je proizvela "Na nossa frente, so você", s novom grafikom i glazbom. Promocija od 64 sekunde prvi je put korištena u eteru 2000. godine; slogan se koristio do 2004. s dvije skladane pjesme. Prvi spot za kampanju (1999.-2000.) odražavao je promotivne spotove Nine Networka iz 1997., ali s originalnom zvučnom podlogom.

### 2000-e
SBT je u tom desetljeću počeo ulagati u kupnju filmova emitirajući filmske pakete studija Disney (koji sad surađuje s TV Globo) i Time Warner. Godine 2001. kontroverzni realitty show Casa dos Artistas izazvao je brojne optužbe da se radi o plagijatu a Endemolovog Big Brothera prvi put je doveo televiziju SBT na vrh ljestvice gledanosti u terminu nedjeljom navečer, nakon što je emisija Domingo Legal zauzela prvo mjesto na ljestvici gledanosti u nedjeljnom poslijepodnevnom terminu.
Gledanost televizije SBT je u padu od 2003. dok konkurentske televizije Record i Band bilježe rast gledanosti. Dva događaja označiila su početak teškoća za SBT.
- Početkom godine Silvio Santos dao je intervju za TV trač magazin Contigo!, u kojem je naveo da je bolestan i da je prodao SBT. Kasnije je tvrdio da je to bila šala.
- "Skandal Gugu-PCC": 7. rujna Domingo Legal emitirao je intervju s navodnim članovima kriminalne skupine PCC, prijeteći zamjeniku gradonačelnika São Paula i voditeljima policijskih reality programa na konkurentskim TV Record i Rede TV! mreže. Kasnije se otkrilo da je riječ o prijevari; program je bio obustavljen na tjedan dana, publika se nikada nije oporavila, a Gugu Liberato (njegov voditelj, nekoć viđen kao Santosov nasljednik) nikada nije povratio svoj kredibilitet.

Od tada SBT je emitirao uspješnicu Rebelde i emisije s dječijom zvijezdom Maisom Silvom koje su bile omiljene međutim raspored programa je često bio izmjemjen bez prethodne obavijesti (o tome ponekad čak ni voditelji nisu ništa znali) zbnjujujući tako gledatelje., Televizija SBT je obilježila 25. godiišnjicu postojanja 2006. u velikoj krizi.
SBT je druga po veličini televizijska mreža u Brazilu te se vodeće mjesto nadmeće s televizijom Record. Studijski kompleks CDT de Anhanguera drugi je po veličini produkcijski centar u Brazilu nakon studija Projac koji je u vlasništvu TV Globo. Više od 5 ,000 zaposlenika danonoćno radi na 110 televizijskih postaja u sklopu mreže SBT. Godine 2008. mreža SBT je izgubila drugo mjesto na ljestvici gledanosti koje je potom zauzela mreža Record, ali se izjednačila na drugom mjestu već slijedeće godine. 2009. voditelj Liberato je otišao na televiziju Record nakon više od 20 godina rada na televiziji SBT, u isto vrijeme SBT je angažirao voditelje Justusa i Ellanu s televizije Record. Televizija SBT se pridružila naplatnoj platformi satelitske televizije SKY Brazil kao poslijednja od pet velikih braziilski televizijskih mreža koja je to učinila.
Noviji programski sadržaji uključuju emisijiu Koji Je Tvoj Talent lokalnu kombinaciju emisija Supertalent i Show de Calouros koji je osmislio i vodio 1970-ih te brazilska verzija kviza 1 Protiv 100, godišnji televizijski maraton kojim je skupljeno 19 mlijuna brazilskih reala 2009. seriju KyleXY, stvarnosnu emisiju Soltary, Smallville, Uvod u Anatomiju. i emisiju De Frente vith Gabi novinarke i voditeljice Marliie Gabriele.
TV Alagoas je napustio mrežu SBT u rujnu 2009. kako bi emitirao vjerski program, makon čega je izvršni direktor mreže SBT William Stollar pokrenuo sudsku tužbu kako bi osigurao dostupnost signala mreže SBT na tom području. TV Alagoas se vratio u okrilje mreže SBT 1. lipnja 2010. zbog pritiska gledatelja i zbog kašnjenja isplate naknada za emitiranje vjerskog programa.
U veljaći 2014. Komunistička Partija Brazile uputilla je upit saveznoj vladi o uskraćivanju 75 milijuna dolara za oglašavanje televizijskoj mreži SBT zbog kritika koje je novinarka Rachel Sheherezade uputiila saveznoj vladi.

### 2020-e
Dok je poslovanje televizijske mreže uvelike bilo pogođeno krizom zbog izbijanja pandemije COVIDA 19 koja je pogodila zemlju slamka spasa je promađena u športu Televizijska mreža SBT kupovala je prava prijenosa velikih sportskih događaja jedno za drugim pa je tako kupila i prava na emitiranje velikog finala nogometnog prvenstva savezne države Rio de Janeiro, 2020. Nakon toga je uslijedilo produljenje ugovora za Copa Libertadores u razdoblju od 2020..do 2022. Godine 2021. potpisani su mnogi ugovori za prava na sportske prijenose uključiviši one za prava prijenosa Copa Americe 2021. i veliki broj natjecanja u malom nogometu i futsalu po prvi put u povijesti televizijske mreže koja je proslavila 40 godišnjicu rada. Ohrabreni uspjesima sportskog programa na televizijskoj mreži SBT su obnovili sportske informativne emisije. Arena SBT koja je premijerno prikazivana 2014. obnovljena je 2020. a slijedeće godine pokrenuta je emisija SBT Sports.

### Popis televizijskih postaja
| Televizijska postaja            | Grad                     | Država              |
| ------------------------------- | ------------------------ | ------------------- |
| SBT São Paulo                   | Osasco                   | São Paulo           |
| SBT Rio                         | Rio de Janeiro           | Rio de Janeiro      |
| SBT RS                          | Porto Alegre             | Rio Grande do Sul   |
| SBT Pará                        | Belém                    | Pará                |
| SBT Interior RJ                 | Nova Friburgo            | Rio de Janeiro      |
| SBT Central                     | Jaú                      | São Paulo           |
| SBT Brasília                    | Brasília                 | Federal District    |
| SBT RP                          | Ribeirão Preto           | São Paulo           |
| SBT Interior                    | Araçatuba                | São Paulo           |
| IMO TV                          | Garrafão do Norte        | Pará                |
| TV Cidade                       | Jaru                     | Rondônia            |
| TV Sorocaba                     | Sorocaba                 | São Paulo           |
| SBT Parauapebas                 | Parauapebas              | Pará                |
| RTP Bragança                    | Bragança                 | Pará                |
| RTP Capanema                    | Capanema                 | Pará                |
| RTP Castanhal                   | Castanhal                | Pará                |
| RTP Salinópolis                 | Salinópolis              | Pará                |
| TV Moju                         | Mocajuba                 | Pará                |
| TV Abaetetuba                   | Abaetetuba               | Pará                |
| TV Allamanda                    | Porto Velho              | Rondônia            |
| TV Amazônia                     | Macapá                   | Amapá               |
| TV Araguaína                    | Araguaína                | Tocantins           |
| TV Bagre                        | Bagre                    | Pará                |
| TV Cidade Sul do Pará           | Redenção                 | Pará                |
| TV Eldorado                     | Marabá                   | Pará                |
| TV Ferreira Gomes               | Ferreira Gomes           | Amapá               |
| TV Floresta                     | Tucuruí                  | Pará                |
| TV Gurupi                       | Gurupi                   | Tocantins           |
| TV Ideal                        | Vigia                    | Pará                |
| TV Ituxi                        | Cruzeiro do Sul          | Acre                |
| TV Xapuri                       | Xapuri                   | Acre                |
| TV Jari                         | Laranjal do Jari         | Amapá               |
| TV Moju                         | Moju                     | Pará                |
| TV Montes Claros de Alenquer    | Alenquer                 | Pará                |
| TV Ouro Verde                   | Paragominas              | Pará                |
| TV Ponta Negra                  | Santarém                 | Pará                |
| TV Porto                        | Porto Nacional           | Tocantins           |
| TV Rio Branco                   | Rio Branco               | Acre                |
| TV Rondon                       | Rondon do Pará           | Pará                |
| TV São Miguel                   | São Miguel do Guamá      | Pará                |
| TV Serra do Carmo               | Palmas                   | Tocantins           |
| TV Tapajoara                    | Itaituba                 | Pará                |
| TV Tropical                     | Boa Vista                | Roraima             |
| TV Tucumã                       | Tucumã                   | Pará                |
| TV Vale do Xingu                | Altamira                 | Pará                |
| TV Xingú                        | São Félix do Xingu       | Pará                |
| TV Xinguara                     | Xinguara                 | Pará                |
| SCC SBT                         | Lages                    | Santa Catarina      |
| SCC SBT                         | Florianópolis            | Santa Catarina      |
| Rede Massa (TV Cidade Londrina) | Londrina                 | Paraná              |
| Rede Massa (TV Iguaçu)          | Curitiba                 | Paraná              |
| Rede Massa (TV Iguaçu)          | Paranaguá                | Paraná              |
| Rede Massa (TV Naipi)           | Foz do Iguaçu            | Paraná              |
| Rede Massa (TV Naipi)           | Cascavel                 | Paraná              |
| Rede Massa (TV Serra do Mar)    | Paranaguá                | Paraná              |
| Rede Massa (TV Tibagi)          | Maringá                  | Paraná              |
| SBT MS                          | Campo Grande             | Mato Grosso do Sul  |
| TV Centro Oeste                 | Barra do Garças          | Mato Grosso         |
| TV Centro Oeste                 | Pontes e Lacerda         | Mato Grosso         |
| TV Cidade Primavera             | Primavera do Leste       | Mato Grosso         |
| TV Cidade Sorriso               | Sorriso                  | Mato Grosso         |
| TV Cidade Vale do São Lourenço  | Jaciara                  | Mato Grosso         |
| TV Rondon                       | Cuiabá                   | Mato Grosso         |
| TV Rondon                       | Rondonópolis             | Mato Grosso         |
| TV Tangará                      | Tangará da Serra         | Mato Grosso         |
| TV Descalvados                  | Cáceres                  | Mato Grosso         |
| TV Mutum                        | Nova Mutum               | Mato Grosso         |
| TV Nortão                       | Alta Floresta            | Mato Grosso         |
| TV Nova Xavantina               | Nova Xavantina           | Mato Grosso         |
| TV Ourominas                    | Matupá                   | Mato Grosso         |
| TV Real                         | Campo Verde              | Mato Grosso         |
| TV Regional                     | Sinop                    | Mato Grosso         |
| TV Liberdade                    | Juína                    | Mato Grosso         |
| TV Serra Dourada                | Goiânia                  | Goias               |
| TV Tropical-Colider             | Colíder                  | Mato Grosso         |
| TV Tribuna                      | Vitória                  | Espírito Santo      |
| TV Alterosa                     | Belo Horizonte           | Minas Gerais        |
| TV Alterosa                     | Juiz de Fora             | Minas Gerais        |
| TV Alterosa                     | Divinópolis              | Minas Gerais        |
| TV Alterosa                     | Varginha                 | Minas Gerais        |
| VTV                             | Santos                   | São Paulo           |
| VTV                             | Campinas                 | São Paulo           |
| TV Sorocaba                     | Sorocaba                 | São Paulo           |
| TV Vitoriosa                    | Ituiutaba                | Minas Gerais        |
| TV Ponta Verde                  | Maceió                   | Alagoas             |
| TV Amarante                     | Amarante do Maranhão     | Maranhão            |
| TV Aratú                        | Salvador                 | Bahia               |
| TV Borborema                    | Campina Grande           | Paraíba             |
| TV Cidade Verde                 | Teresina                 | Piauí               |
| TV Difusora                     | São Luís                 | Maranhão            |
| TV Difusora                     | Imperatriz               | Maranhão            |
| TV Difusora                     | Açailândia               | Maranhão            |
| TV Difusora                     | Santa Inês               | Maranhão            |
| TV Sinal Verde                  | Caxias                   | Maranhão            |
| TV Difusora                     | Chapadinha               | Maranhão            |
| TV Difusora                     | Coroatá                  | Maranhão            |
| TV Difusora                     | Barra do Corda           | Maranhão            |
| TV Difusora                     | Pedreiras                | Maranhão            |
| TV Difusora                     | Barão de Grajaú          | Maranhão            |
| TV Difusora                     | Bacabal                  | Maranhão            |
| FCTV Codó                       | Codó                     | Maranhão            |
| TV Jangadeiro                   | Fortaleza                | Ceará               |
| TV Jornal                       | Recife                   | Pernambuco          |
| TV Jornal                       | Caruaru                  | Pernambuco          |
| TV Ponta Negra                  | Natal                    | Rio Grande do Norte |
| TV Tambaú                       | João Pessoa              | Paraíba             |
| TV Norte Amazonas               | Manaus                   | Amazonas            |
| TV Norte Amazonas               | Parintins                | Amazonas            |
| TV Norte Amazonas               | Itacoatiara              | Amazonas            |
| TV Norte Amazonas               | São Gabriel da Cachoeira | Amazonas            |

## Program

### Povijest programskog sadržaja
SBT je većinu svog programa namjenio djeci i zbog toga je vrlo omiljen kod mladih gledatelja Godine 1998. emitirao je najveći blok programa za djecu u povijesti brazilske televizije zajedno s TV Cultura koji je počinjao emisijom Sessao Desenho (blokom animiranih serija u 7 sati ujutro i trajao do 21 sat završivši dječjom telenovelom Chiquititas. SBT je promovirao blok dječjeg programa pod imenom SBT Kids.
Dok se većina televizijskih postaja u Brazilu oslanja na vlastitu produkciju, SBT se oslanja na strani program (uglavnom meksičke i američke proizvodnje). Od 1984. serija El Chiavo del Ocho (koja se u Brazilu prikazuje pod nazivom Chaves) jedna je od najpopularnijih emisija na televiziji SBT. Televizijska mreža SBT je do 2014. imala ugovor s filmskim studijem Warner Brothers koji je jamčio eksluzivna prava na humoristične serije, dramske serije, i filmove.
Meksičke telenovele su bile temelj programa mreže SBT i dosegnule su vrhunac popularnosti ranih 1990-ih s telenovelom za djecu Carrusel, i telenovelama Otimačica i El Prvilegio de Amar i Luz Clarita kao i omiljenu triologiju Maria (koju su činile telenovele Maria Mercedes, Marimar i Maria la Del Barrio). U usporedbi s blažim brazilskim telenovelama meksičke telenovele su smatrane neukusnima i pretjeranima
Među ostale hitove 1990-ih ubraja se i emisija Domingo Legal (nedjeljna zabavna emisija koja je bila i najgledanija emisija televizije SBT koja je time nadmašila TV Globo) i postala najpopularniji televizijski kanal u tom terminu bez prestanka. Domingo Legal je bio meta kritika zbog senzacionalizma a gledanost mu je počela padati zbog skandala s pripadnicima zločinačke organizacijw PCC, emisija često zauzima drugo mjesto na ljestvici gledanosti. Ostale popularne emisije bile su i Programa do Ratinho Ratinhova emisija slična Showu Jerryja Springera) Show de Milhao (Milijunski Show) sličan kvizu Tko želi biti milijunaš?). Topa tTodo por Dineiro. (Zabavna emisija s brojnom publikom koja je emitirana u terminu nedjeljom navečer od 1991. do 2001. Fantasia (zabavna emisija u kojoj su gledatelji mogli igratii igre i zaraditi novac makon što bi telefonom nazvali u emisiju) i brazilska verzija argentinske telenovele Chquititas vrlo omiljena kod djece.
Više od 20 godina SBT je držao drugo mjesto na ljestvici gledanosti iza TV Globo) ali ih je u veljači 2007. pretekao TV Record na području Sao Paula. Međutim nakon razdoblje oporavka koje je počelo 2011. SBT je uspješno zauzeo drugo mjesto na ljestvici gledanosti u lipnju 2014.
Nakon što su dosegle vrhunac popularnosti tijekom 1990-ih meksičkim telenovelama u Brazilu stalno pada gledanost, zadnje popularne telenovele bile bsu Lice Anđela početkom 2000-ih i Rebelde, 2006. Godine 2001. SBT je počeo snimati obrade meksičkih telenovela s brazilskim glumcima. Prve telenovele ( Picara Sonhadora i Marisol) su imale dobru gledanost, međutim ostale telenovele, (Cristal, I Bogati Plaču, i Maria Esperanca verzija omiljene Marie Mercedes) bile su manje omilljene.
Uz meksičke telenovele i njihove obrade SBT također emtira i animirane serije u jutarnjem terminu kao i emisije poput Idolos (brazilske verzije emisije Američki Idol koju je poslije preuzeo TV Record), brazilska verzija emisije Superdadilja, brazilsku verziju kviza Uzmi ili Ostavi (voditelja Silvija Santosa koji također vodi mnoge emisije na televiziji SBT), emisije za traženje talenata i emisije za spajanje parova. Televizijska mreža SBT također emitira i filmove i dugovječnu humorističnu emisiju A Praca e Nossa

### Telenovele
- Pensão da Inocência (1982)
- Destino (1982)
- A Força do Amor (1982)
- A Leoa (1982)
- Conflito (1982–1983)
- Sombras do Passado  (1983)
- Acorrentada (1983)
- A Ponte do Amor (1983)
- A Justiça de Deus (1983)
- Pecado de Amor (1983)
- Razão de Viver (1983)
- Anjo Maldito (1983)
- Vida Roubada (1983–1984)
- Meus Filhos, Minha Vida (1984–1985)
- Jerônimo (1984–1985)
- Joana (1984–1985)
- Jogo do Amor (1985)
- Uma Esperança no Ar (1985–1986)
- Cortina de Vidro (1989–1990)
- Brasileiras e Brasileiros (1990–1991)
- Alô, Doçura! (1990–1991)
- Grande Pai (1991–1992)
- A Justiça dos Homens (1993)
- Éramos Seis (1994)
- As Pupilas do Senhor Reitor (1994–1995)
- Sangue do Meu Sangue (1995–1996)
- Razão de Viver (1996)
- Colégio Brasil (1996)
- Antônio Alves, Taxista (1996)
- Brava Gente (1996–1997)
- Dona Anja (1996–1997)
- Os Ossos do Barão (1997)
- Chiquititas (1997–2001)
- Fascinação (1998)
- Teleteatro (1998–1999)
- Pérola Negra (1998–1999)
- O Direito de Nascer (2001)
- Pícara Sonhadora (2001)
- Amor e Ódio (2001–2002)
- Marisol (2002)
- Pequena Travessa (2002–2003)
- Jamais te Esquecerei (2003)
- Canavial de Paixões (2003–2004)
- Seus Olhos (2004)
- Esmeralda (2004–2005)
- Os Ricos Também Choram (2005)
- Cristal (2006)
- Maria Esperança (2007)
- Amigas & Rivais (2007–2008)
- Revelação (2008–2009)
- Vende-se um Véu de Noiva (2009)
- Uma Rosa com Amor (2010)
- Amor e Revolução (2011)
- Corações Feridos (2012)
- Carrossel (2012-2013)
- Chiquititas (2013-2015)
- Cúmplices de um Resgate (2015-2016)
- Carinha de Anjo (2016-2018)
- As Aventuras de Poliana (2018–2020)